# Sabrina Saidi
Sabrina Saidi (ar. صابرينا سعيدي; ur. 24 lutego 1989) – algierska judoczka.
Uczestniczka mistrzostw świata w 2014. Startowała w Pucharze Świata w 2011, 2013, 2015 i 2016. Piąta na igrzyskach śródziemnomorskich w 2013. Mistrzyni igrzysk afrykańskich w 2015 i trzecia w 2011. Zdobyła cztery medale na mistrzostwach Afryki w latach 2012 - 2016. Druga na igrzyskach panarabskich w 2011 roku.